# Monaster Przemienienia Pańskiego (okolice Wielkiego Tyrnowa)
Monaster Przemienienia Pańskiego – prawosławny męski klasztor położony w odległości sześciu kilometrów od Wielkiego Tyrnowa, w pobliżu wsi Samowodene, nad Jantrą, w jurysdykcji metropolii wielkotyrnowskiej Bułgarskiego Kościoła Prawosławnego.

## Historia
Monaster Przemienienia Pańskiego powstał w okresie drugiego państwa bułgarskiego (XIII–XIV w.) jako filia monasteru Watopedi na Athosie. Samodzielność uzyskał w 1360. Protektorką monasteru była druga żona cara Iwana Aleksandra, Sara, i jej syn i następca ojca Iwan Szyszman. Monaster odgrywał ważną rolę w życiu religijnym stolicy Bułgarii do jej upadku wskutek najazdu tureckiego w 1393. Po zniszczeniu w wymienionym roku Wielkiego Tyrnowa monaster został napadnięty i zdewastowany, a następnie całkowicie zniszczony.
Odbudowa klasztoru, w odległości 400–500 metrów od dotychczasowej lokalizacji, miała miejsce w 1825. Inicjatorem odnowy życia monastycznego w tym miejscu był mnich Zotyk z Monasteru Rylskiego, który kierował wspólnotą przez pierwsze dwie dekady. W latach 30. XIX w. klasztor został ponownie zniszczony przez Turków, po czym rozpoczęto jego odbudowę. Freski we wnętrzu jego głównej cerkwi wykonał najważniejszy artysta ze szkoły samokowskiej – Zachari Zograf. Jego dziełem jest scena Sądu Ostatecznego, na której ludzie ukazani są w sposób realistyczny, ubrani w stroje współczesne artyście. Zachariasz napisał również ikonę patronalną dla cerkwi. Ikonostas w świątyni powstał w 1838 w pracowni szkoły triawneńskiej, autorami ikon są Zachari Zograf i Stanisław Dospewski.
Pod kierunkiem Koljo Ficzety w monasterze wzniesiono kolejno budynek mieszkalny z bramą wjazdową, dzwonnicę z kaplicą (1861) i cerkiew Zwiastowania (1863). Jako ostatnią oddano do użytku główną cerkiew monasterską, wyświęconą w 1884. Monaster zalicza się do znaczących zabytków architektury okresu bułgarskiego odrodzenia narodowego. Mnisi aktywnie wspierali bułgarskie odrodzenie narodowe i walkę Bułgarów o niepodległe państwo, udzielając schronienia w klasztorze bułgarskim partyzantom i działaczom narodowym. Podczas wojny rosyjsko-tureckiej w latach 1877–1878 w monasterze znajdował się szpital. Rosyjscy żołnierze przekazali dla monasteru dzwony i księgi liturgiczne. W 1891 w monasterze wzniesiono kaplicę cmentarną pw. Wskrzeszenia Łazarza, zaś w 1894 budynek refektarza i siedzibę przełożonego z biblioteką.
Monaster jest nieprzerwanie czynny, początkowo jako męski, obecnie zaś (XXI w.) jako żeński. W 1991 część kompleksu klasztornego uległa zniszczeniu wskutek obsunięcia się skał.
Monaster Przemienienia Pańskiego jest czwartym co do wielkości klasztorem prawosławnym w Bułgarii i największym takim obiektem w regionie Wielkiego Tyrnowa.